# Drávapalkonya
Drávapalkonya is een plaats (község) en gemeente in het Hongaarse comitaat Baranya. Drávapalkonya telt 277 inwoners (2001).